# 肯尼·约恩松
肯尼·约恩松（瑞典語：Kenny Jönsson，1974年10月6日—），瑞典男子冰球运动员。他曾代表瑞典参加1994年、2002年和2006年冬季奥林匹克运动会冰球比赛，共获得二枚金牌。